# Latamandau
Latamandau (en népalais : लाटामाण्डौ) est un comité de développement villageois du Népal situé dans le district de Doti. Au recensement de 2011, il comptait 5 028 habitants.